# Sasayaku You ni Koi wo Utau
Sasayaku You ni Koi wo Utau (яп. ささやくように恋を唄う Сасаяку ё: ни кой о утау, «Прошепчи мне любовную песню») — японская манга, написанная и проиллюстрированная Эку Такэсимой. Впервые она была опубликована издательством Ichijinsha в журнале Comic Yuri Hime за апрель 2019 года. Манга лицензирована на английском языке издательством «Коданся». Премьера телевезионной аниме-экранизации манги, снятой студиями Cloud Hearts и Yokohama Animation Laboratory, состоялась в апреле 2024 года.

## Синопсис
В первый день учёбы в старшей школе Химари Кино «влюбляется» в пение старшеклассницы Ёри Асанаги, которое услышала на приветствии новых учеников. Когда Химари признаётся Ёри в своём восхищении, Ёри неверно истолковывает чувства Химари, думая, что она влюбилась в неё саму. Впрочем, не успев осознать это, Ёри всё равно влюбляется в Химари и обещает завоевать её настоящую любовь.

## Персонажи
- Химари Кино (яп. 木野 ひまり Кино Химари) — пятнадцатилетняя старшеклассница, энергичная девушка, которая влюбляется в пение Ёри в первый день в школе. Член кулинарного клуба. Восхищается пением Ёри, но та неверно истолковывает её чувства, думая, что Химари любит её. Тем не менее она соглашается проводить время вместе, чтобы понять, сможет ли она почувствовать то же, что и Ёри. У неё есть кошка по имени Марота.

Сэйю: Хана Симано, актриса: Юи Ватанабэ
- Ёри Асанаги (яп. 朝凪 依 Асанаги Ёри) — семнадцатилетняя старшеклассница. Вокалистка и соло-гитаристка группы SSGIRLS после ухода их предыдущей вокалистки. Окружающие часто считают Ёри суровой, хоть та любит петь, играя на гитаре на крыше школы в одиночестве, и собирать милые кошачьи сувениры. Ёри влюбляется в Химари после её «признания», но позже понимает, что Химари на самом деле восхищалась пением. Однако она решает со временем заставить Химари ответить взаимностью на её любовь.

Сэйю: Асами Сэто, Кана Сасакура (пение); актриса: Момока Исии
- Аки Мидзугути (яп. 水口 亜季 Мидзугути Аки) — жизнерадостная старшеклассница и басистка группы SSGIRLS. Лучшая подруга Ёри, пытается помочь ей завоевать расположение Химари, скрывая при этом свою любовь к Ёри.

Сэйю: Микако Комацу, актриса: Юки Тэмма
- Мари Цуцуи (яп. 筒井 真理 Цуцуи Мари) — старшеклассница и барабанщица группы SSGIRLS. Она из богатой семьи и дружит с Каори с детства.

Сэйю: Кономи Кохара, актриса: Нагиса Хаякава
- Каори Татибана (яп. 橘 香織 Татибана Каори) — спокойная старшеклассница и клавишница группы SSGIRLS. Она дружит с Мари с детства.

Сэйю: Аи Какума, актриса: Нанасэ Каяма
- Мики Мидзугути (яп. 水口 未希 Мидзугути Мики) — младшая сестра Аки и лучшая подруга Химари с начальной школы. Она состоит в школьном духовом оркестре и старается всячески поддерживать Химари.

Сэйю: Аой Кога, актриса: Мэй Татибана
- Сихо Идзуми (яп. 泉 志帆 Идзуми Сихо) — бывшая вокалистка и гитаристка группы SSGIRLS, которую она покинула после ссоры с Аки. Сейчас она возглавляет конкурирующую группу Laureley, а также выступает в качестве формального участника кулинарного кружка.

Сэйю: Юна Нэмото, Суи Мидзуками (пение); актриса: Тиюри Ито
- Момока Сатомия (яп. 里宮 百々花 Сатомия Момока) — добросердечная старшеклассница, глава кулинарного кружка и гитаристка группы Laureley. Отзывчивая. Быстро подружилась с Химари, которая присоединилась к её кружку.

Сэйю: Рэйна Уэда, актриса: Сиори Нисикадо
- Хадзимэ Амасава (яп. 天沢 始 Амасава Хадзимэ) — старшеклассница, барабанщица группы Laureley. Её часто можно увидеть с Момокой.

Сэйю: Тика Андзай, актриса: Каэдэ Сакураги
- Кё Амасава (яп. 矢沢 キョウ Амасава Кё:) — скрипачка, которая дружила с Сихо, пока та не начала завидовать её таланту. Позже выясняется, что она была старшей сестрой Хадзимэ и девушкой Момоки, которая погибла в результате несчастного случая, что и толкнуло Сихо и других участников группы к созданию Laureley.

Сэйю: Нао Тояма

## Медиа

### Манга
Написанная и проиллюстрированная Эку Такэсимой, Sasayaku You ni Koi wo Utau начала публиковаться в Японии в апрельском номере журнала Comic Yuri Hime за 2019 год, который вышел 18 февраля 2019 года. По состоянию на 29 июля 2024 года она издана в десяти танкобонах. «Коданся» лицензировала серию на английском языке и начала выпускать сборники в Северной Америке с октября 2020 года.
29 июля 2024 года компания Ichijinsha опубликовала антологию манги Sasayaku You ni Koi wo Utau.

### Аниме
13 января 2023 года было объявлено об адаптации манги в формат аниме-сериала. Сняли его студии Cloud Hearts и Yokohama Animation Laboratory. Первоначально режиссёром должна была стать Цай Синья, однако из-за проблем со здоровьем её заменил Акира Мано. Хироки Утида занимается сценарием сериала, Минами Ёсида разрабатывает персонажей, а Хироси Сасаки и Ватару Маэгути сочиняют музыку. Показ сериала, первоначально запланированный на январь 2024 года, был отложен. Первые десять серий транслировались с 14 апреля по 30 июня 2024 года в блоке программ NUMAnimation телеканала TV Asahi, а показ оставшихся двух был отложен из-за задержек в производстве. Sentai Filmworks лицензировал сериал в Северной Америке, Австралии и на Британских островах для трансляции на Hidive.

### Театральная постановка
В мае 2024 года было объявлено, что с 26 июля по 2 августа в театре «Theater1010» в Токио будет показана пьеса под названием Butai: Sasayaku yō ni Koi o Utau (яп. 舞台『ささやくように恋を唄う』 Бутай Сасаяку ё: ни кой о утау, «Постановка: Прошепчи мне любовную песню»). Режиссёром постановки является Томоюки Уэно, сценаристом — Юнико Аяна, а в главных ролях — Юи Ватанабе и Момока Исии.

## Отзывы и награды
Эрика Фридман из Yuricon отметила в своей рецензии, что, хотя история и не новаторская, она «настолько приятная и полна такими приятными персонажами, что читать её — одно удовольствие». В противовес этому, OASG критикует сериал: «Эку Такэсима ставит успех всей этой истории на прочность отношений между Химари и Ёри, и хотя это могло бы сработать, если бы эта история была короткой, длиной в ваншот, этого недостаточно для целого сериала».
Ребекка Сильверман из Anime News Network похвалила персонажей и назвала это «юри-сериалом, который вы не захотите пропустить». Ники Бауман также похвалила персонажей, назвав их «восхитительно страстными и восхищёнными друг другом», но раскритиковала темп сериала.
В 2020 году Sasayaku You ni Koi wo Utau была номинирована на премию Next Manga Award и заняла восемнадцатое место из 50 номинантов.